# Rakov Škocjan (Cerknica, Slovenija)
Rakov Škocjan je naselje u slovenskoj Općini Cerknici. Rakov Škocjan se nalazi u pokrajini Notranjskoj i statističkoj regiji Notranjsko-kraškoj. 

## Stanovništvo
Prema popisu stanovništva iz 2002. godine naselje nije imalo stanovnika.